# Fernand Saivé
Fernand Saivé (ur. 24 maja 1900 w Dison, zm. 12 kwietnia 1981 w Anderlechcie) – belgijski kolarz torowy, szosowy i przełajowy, brązowy medalista olimpijski.

## Kariera
Największy sukces w karierze Fernand Saivé osiągnął w 1924 roku, kiedy wspólnie z Jeanem Van Den Boschem, Léonardem Daghelinckxem i Henrim Hoevenaersem zdobył brązowy medal w drużynowym wyścigu na dochodzenie podczas igrzysk olimpijskich w Paryżu. Był to jedyny medal wywalczony przez Saivé na międzynarodowej imprezie tej rangi. Na tych samych igrzyskach wystartował również w konkurencji szosowej - indywidualnej jeździe na czas, którą ukończył na szesnastej pozycji. Był to najsłabszy wynik wśród belgijskich kolarzy. Ponadto w tym samym roku wywalczył złoty medal wśród amatorów na krajowych mistrzostwach w kolarstwie przełajowym. Nigdy jednak nie zdobył medalu na przełajowych, szosowych ani torowych mistrzostwach świata.